# Ermesinda di Carcassonne
Ermesinda o Ermesenda o Ermisenda. Ermesinda o Ermesenda anche in spagnolo, in galiziano e in portoghese. Ermessenda in catalano, Ermessende in francese e Ermesinde in inglese (972 circa – 1º marzo 1058) è stata contessa consorte delle contee di Barcellona, Gerona e Osona dal 992 al 1017, poi reggente delle contee, dal 1017 al 1020, per conto del figlio e dal 1035 al 1041, per conto del nipote, Raimondo Berengario I.

## Origine
Secondo il documento XIV della España sagrada. Tomo XXIX. Appendice era la figlia ultimogenita del conte di Carcassonne, Ruggero I di Comminges il Vecchio (930/40-dopo l'aprile 1011) e di Adelaide di Gevaudan, identificata con Adelaide di Melgueil (953-ca. 1011) figlia di Bernardo Conte di Melgueil e della moglie Sénégonde di Rouergue o Adelaide di Rouergue (949-dopo il 1011), figlia di Baldovino di Pons e di una contessa di Rouergue
Ruggero I di Carcassonne era figlio di Arnaldo di Comminges, Conte di Comminges e di Couserans e della moglie Arsinda di Carcassonne.

## Biografia
Tra il 990 ed il 991, Ermesinda sposò il conte di Barcellona, Gerona e Osona, Raimondo Borrell III, figlio maschio primogenito, come ci conferma l'Ex Gestis Comitum Barcinonensium, del conte di Barcellona, Gerona, Osona ed Urgell, Borrell II e di Letgarda di Tolosa (ca. 950- ca. 985), figlia del conte di Nîmes, d'Albì e di Tolosa e duca di Settimania, Raimondo III († 978) e Guindinilde, di cui non si conoscono gli ascendenti.
Suo suocero, Borrel II, secondo gli Annales Barcinonenses morì nel 993, lasciando al marito, Raimondo Borrell, il governo delle contee di Barcellona, Osona e Gerona, mentre al cognato, Ermengol lasciò la contea di Urgell (che già governava da almeno un anno), come previsto dal testamento di Borrel, datato 24 settembre 993.
Ermesinda viene citata come contessa assieme al marito (Remundus comes et marchio, Ermensides comitissa) nel documento n° 1044 del Cartulaire de l'abbaye de Saint-Victor de Marseille, Tome II, Appendix, concernente una donazione, datato 11 giugno 996.
Ermesinda ed il marito, Raimondo Borrell, il 20 novembre 1015, secondo il documento XXVII della España sagrada. Tomo XLIII. De la santa iglesia de Gerona en su estado antiguo comprarono una proprietà dal vescovo di Gerona.
Ermisenda rimase vedova, il marito, Raimondo Borrell morì, nel 1017, sia secondo gli Annales Barcinonenses, che secondo il Chronicon alterum Rivipullense, Apendice al Viage Literario a las Iglesias de Espana, Tome V, il giorno 25 febbraio, secondo l'Appendice della España sagrada, Tomo XLIII, che però l'attribuisce all'anno prima (1016). Raimondo Borrell, secondo la Crónica de San Juan de la Peña, fu sepolto nel monastero di Ripoll, mentre per altre fonti, fu sepolto nella cattedrale romanica di Barcellona, che stava contribuendo a costruire.
Gli successe il figlio Berengario Raimondo, sotto la reggenza della madre Ermesinda.
Per tre anni, sino al 1020, Ermesenda ebbe la reggenza delle contee per il figlio, Berengario Raimondo, ancora minorenne.
Nel 1018, Ermesinda fu tra coloro che espletarono le volontà testamentarie del marito.
Vi sono due documenti, uno datato 1018 ed un secondo, redatto il 2 settembre 1019, inerente a donazioni in suffragio dell'anima del marito.
Durante il regno del figlio, Ermisenda, pur continuando ad esercitare la sua influenza si trovò in contrasto con Berengario Raimondo, soprattutto per la sua politica di pace nei confronti dei Mori, che non era gradita dai feudatari, che, vedendo nella guerra il modo migliore di conquistarsi gloria e ricchezze, di fronte alla politica di pace del conte, esercitarono azioni isolate, al di fuori del controllo di Berengario Raimondo, a cui, inutilmente Ermisenda (che se non fosse stata donna, col suo carattere energico, avrebbe guidato lei, in prima persona, le spedizioni militari e le razzie in al-Andalus) suggeriva di assecondare le richieste della nobiltà.

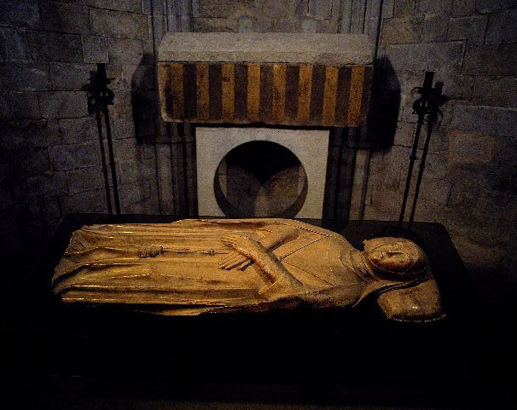
Scultura di Ermesinda, opera di Guillem de Morell, sul sepolcro nella Cattedrale di Santa Maria a Gerona.

Alla morte del figlio, nel 1035, per la seconda volta, Ermisenda ebbe la reggenza delle contee, per conto del nipote minorenne, Raimondo Berengario.
La reggenza si protrasse sino al 1041, oltre la minorità del nipote.
In questo periodo consigliò il nipote di sposare la sua prima moglie, Elisabetta di Nimes.
Anche dopo che era terminato il periodo di reggenza, Ermesinda continuò a influenzare le decisioni del nipote, a cui suggerì anche la sua seconda moglie, Bianca di Narbona, nel 1051.
Mentre si oppose alla relazione del nipote con Almodis de La Marche, iniziata nel 1052, e continuò a comportarsi in modo poco cordiale col nipote sino alla sua morte, che avvenne il 1º marzo 1058.
Il sepolcro di Ermesinda di Carcassonne, oggi, si trova nella Cattedrale di Sant'Eulalia di Barcellona, di fronte a quelli del nipote, Raimondo Berengario I e della sua terza moglie, Almodis de La Marche.

## Figli
Ermesinda diede a Raimondo Borrel III tre (forse quattro) figli:
- Berengario Raimondo[17] (1000-1035), conte di Barcellona, Gerona ed Osona[16]
- Borrell Raimondo, di cui si hanno poche informazioni, secondo Ademaro di Chabannes, nel paragrafo 55 del terzo libro del suo Historiarum Libri Tresmorì combattendo i Mori, assieme al cognato, Ruggero di Tosny[18]
- Adelaide (1004-1051), che sposò, in prime nozze (circa 1018), Ruggero di Tosny[18] (circa 990- 1040, morì combattendo i Mori della penisola iberica) e poi si risposò con Riccardo d'Evreux[19].
- Una possibile quarta figlia, Stefania, che avrebbe lasciato una figlia:
  - Adelaide (?-dopo il 12 maggio 1078), che figura in un documento di tale data.

## Ermesinda in letteratura
Ermesinda di Carcassonne è un personaggio del libro Il signore di Barcellona dello scrittore Chufo Lloréns.

### Fonti primarie
- (LA)  Rerum Gallicarum et Francicarum Scriptores, Tomus IX.
- (LA)  Viage Literario a las Iglesias de Espana, Tome V.
- (LA) Ademar de Chabannes, Historiarum Libri Tres (PDF), su documentacatholicaomnia.eu.
- (LA)  Monumenta Germaniae Historica, Scriptores, Tomus XXIII.
- (LA)  España Sagrada, Tome XLIII.
- (LA)  España Sagrada, Tome XXIX.
- (LA)  Cartulaire de l'abbaye de Saint-Victor de Marseille, Tome II.
- (LA)  Histoire Générale de Languedoc, Preuves, Tome V.

### Letteratura storiografica
- Rafael Altamira, Il califfato occidentale, in «Storia del mondo medievale», vol. II, 1999, pp. 477–515.
- Rafael Altamira, La Spagna (1031-1248), in "Storia del mondo medievale", vol. V, 1999, pp. 865–896
- Louis Alphen, Francia: gli ultimi Carolingi e l'ascesa di Ugo Capeto (888-987), in <<Storia del mondo medievale>>, vol. II, 1999, pp. 636–661
- (EN) The Development of Southern French and Catalan Society, 718-1050, su libro.uca.edu.
- (CA)  Crónica de San Juan de la Peña.